# Phycobacteria
Phycobacteria je označení pro vývojovou větev (podkmen) všech sinic bez Gloeobacteria (tedy rodu Gloeobacter, který nemá tylakoidy). Do skupiny Phycobacteria tedy patří řády:
- Chroococcales
- Pleurocapsales
- Oscillatoriales
- Nostocales
- Stigonematales